# Justin Gloden
Justin Gloden (Elvange, 22 de març de 1953) és un ex-atleta i ex-futbolista luxemburguès, que competí en esdeveniments de llarga distància. Va representar el seu país a la marató dels Jocs Olímpics de 1988 acabant a la posició 36 de 118 competidors. També va competir al Campionat del Món d'atletisme de 1983 i el del 1987.
És el rècord nacional titular a totes les competicions de distància des dels 1500 metres fins a la marató. El 1980 va ser elegit Esportista Luxemburguès de l'Any.
També va ser jugador de futbol amb l'equip Cercle Athlétique Spora Luxemburg. Va aconseguir una participació per a l'equip nacional de la selecció de futbol de Luxemburg en un amistós contra Alemanya l'any 1975.

## Palmarès
| Any  | Competició                       | Lloc de celebració        | Posició | Esdeveniment | Notes    |
| ---- | -------------------------------- | ------------------------- | ------- | ------------ | -------- |
| 1978 | Campionat d'Europa               | Praga, Txecoslovàquia     | 16      | 800 m.       | 1:49.0   |
| 1978 | Campionat d'Europa               | Praga, Txecoslovàquia     | –       | 5000 m       | DNF      |
| 1982 | Campionat d'Europa               | Atenes, Grècia            | 10      | 1500 m.      | 3:41.62  |
| 1983 | Campionat del Món                | Hèlsinki, Finlàndia       | 27      | 5000 m.      | 14:12.25 |
| 1987 | Jocs dels Petits Estats d'Europa | Mònaco                    | 1r      | 10.000 m.    | 29:44.62 |
| 1987 | Campionat del Món                | Roma, Itàlia              | 38      | Marató       | 2:30:08  |
| 1988 | Jocs Olímpics                    | Seül, Corea del Sud       | 36      | Marató       | 2:22:14  |
| 1990 | Campionat d'Europa d'atletisme   | Split, Iugoslàvia         | –       | Marató       | DNF      |
| 1991 | Jocs dels Petits Estats d'Europa | Andorra la Vella, Andorra | 1r      | 10.000 m.    | 31:24.41 |